# Roy Vernon
Roy Vernon (Ffynnongroyw, 14 aprile 1937 – 4 dicembre 1993) è stato un calciatore gallese, di ruolo attaccante.

## Carriera
Nell'estate 1967 con lo Stoke City disputò il campionato statunitense organizzato dalla United Soccer Association: accadde infatti che tale campionato fu disputato da formazioni europee e sudamericane per conto delle franchigie ufficialmente iscritte al campionato, che per ragioni di tempo non avevano potuto allestire le proprie squadre. Lo Stoke City rappresentò i Cleveland Stokers, e chiuse al secondo posto nella Eastern Division, non qualificandosi per la finale del torneo.

## Palmarès

### Club

#### Competizioni nazionali
- Campionato inglese: 1

Everton: 1962-1963
- Community Shield: 1

Everton: 1963